# Namesto koga roža cveti
Namesto koga roža cveti je družbeni roman slovenskega pisatelja Ferija Lainščka, ki je prvič izšel leta 1991 pri Prešernovi družbi. Leta 2002 je bil izdan drugič pri založbi Franc-Franc. Delo je pripoved o življenju, mladosti in odraščanju dveh Romov, Halgata in njegovega prijatelja Pištija. Skozi njuna lika je prikazana želja po preseganju etnične identitete in neuresničljivosti le-te zaradi determiniranosti s svojim poreklom. Zgodba je razčlenjena na pet knjig, te pa na kratka poglavja. Osrednja zgodba je postavljena med tri skoraj lirske in magične slike: med Nokturno in Srečanje, na začetku romana, ter med epilog Rajski dvori, s katerim se zgodba zaključi. Dogajanje je postavljeno v čas socialistične Jugoslavije.

## Vsebina
V romskem zaselku Lacki roma se očetu Mariški in materi Terezi rodi Šanji, trmoglavi otrok, ki ga večina označi za čudnega, saj veliko časa miži. Njegov oče umori uradno osebo in se čez noč ranjen zateče domov, kjer svojega sina preimenuje v Halgata. V noči, ki mu je še preostala, mu zapusti svoje edino imetje – violino Belo vrano. Kot godec želi nanj prenesti svoje veščine, zato ga prisili nanjo igrati. Ko Mariško aretirajo, Tereza opusti gospodinjstvo ter vse pogosteje za dalj časa odtava, v njeni odsotnosti pa Halgato odrašča sam. Nekega dne se Tereza spet vrne v Lacki romo v spremstvu Bumbaša, svojega novega moža. Bumbaš skupaj s svojim bornim imetjem pripelje še hčeri Ano in Fano ter sina Pištija, nato pa, s soglasjem romske skupnosti, svojo družino vseli v Terezino hišo. Halgato, ki se je že privadil samotnemu življenju, najde v Pištiju, svojem novem bratu, prijatelja in sovrstnika. Bumbaš za Pištija načrtuje šolanje v Mestu. Ker se preživlja z brušenjem nožev in krpanjem starih loncev, se odloči, da bo denar, potreben za Pištijevo šolo, zaslužil z delom v okoliških vaseh. S seboj vzame tudi Halgata. Na večdnevnem potovanju se Halgato in Pišti še posebej zbližata, Halgato pa se toliko opogumi, da prvič tudi pred Bumbašem zaigra na svojo, doslej skrito, violino. Čeprav jim dela ne zmanjka, zaslužka ni veliko, Bumbaš pa ga sproti veliko zapije. V neki vaški gostilni Halgato s svojim igranjem Bumbaša celo reši pred pijanimi kmeti. Pišti res odide v Mesto v šolo, Halgato pa služi denar za Pištijevo šolanje z igranjem po gostilnah. Ko pa Halgato izve, da se Pišti srečuje z dekletom, ki ni romskega porekla, se nekaj v njem dokončno zlomi. Po vrsti tragedij se v svoji žalosti zateče v svet glasbe, v kateri ponovno odkrije svoj življenjski smisel.
V delu prevladuje tragično razpoloženje, ki ga ustvarja brezizhodnost položajev obeh glavnih junakov. Obsojena sta na propad, ker sta po rodu Roma. To ju zaznamuje, saj ju okolica ne sprejme medse. V romanu zato ves čas čutimo nepremostljiv jez med večinskim prebivalstvom in Romi. Kot glavna tema pa je izpostavljeno prijateljstvo med Pištijem in Halgatom. S prikazovanjem lirične, iščoče plati ciganske duše je pisatelj dokončno pretrgal s slovensko literarno preteklostjo, v kateri je lik Roma prikazan kot poosebljenje zvitosti in malopridnosti.

## Ozadje
Lainšček si je naslov za svoj roman sposodil iz pesmi svojega prijatelja, glasbenika Vlada Kreslina. Sentiment in neka posebna melanholija, ki vejeta iz pesmi Namesto koga roža cveti, sta Lainščka tako prevzela, da je po njenem naslovu napisal roman. Besedilo Kreslinove pesmi stoji na začetku romana kot vir inspiracije ter kot moto romana. V intervjuju avtor o tem navdihu pravi takole: "Veste, jaz sem imel zelo zanimivo otroštvo. Ves čas sem bil prepričan, da bom ta roman napisal takrat, ko bom že čisto star. Ko bom imel suveren starčevski spomin. Zato sem to snov zbiral in hranil v sebi. No, pa se je zgodilo, da je bil pri meni na obisku Vlado Kreslin. Pokazal mi je pesem Namesto koga roža cveti in me vprašal, kako mi je všeč. To Vlado vedno dela. Takoj, ko sem jo prebral, se je v meni nekaj zgodilo. Vedel sem, da je pesem izjemna, in čutil sem, da bo v meni sprožila plaz spominov na otroštvo. Tako je nastal ta roman."

## Zbirka
Knjiga je izšla kot del redne letne zbirke Prešernove družbe.

## Ocene in nagrade
Delo je doživelo izjemen odmev; na Večerovi listi najbolj brane domače proze je leta 1992 zasedlo drugo mesto.
Prejelo je tudi strokovno potrditev z domačo nagrado kresnik za najboljši roman leta 1992.

## Izdaje in prevodi
- Prva slovenska izdaja iz leta 1991 (COBISS)
- Druga slovenska izdaja iz leta 2002 (COBISS)
- Nemški prevod iz leta 1994 (COBISS)
- Hrvaški prevod iz leta 1998 (COBISS)
- Angleški prevod iz leta 2002 (COBISS)
- Češki prevod iz leta 2005 (COBISS)

## Priredbe
Po romanu je bil leta 1994 posnet celovečerni film Halgato (COBISS) v režiji Andreja Mlakarja, ki je hkrati tudi Lainščkov scenaristični prvenec.